# Teorema del differenziale totale
Una funzione differenziabile in un punto è una funzione che può essere approssimata, a meno di un resto infinitesimo, da una trasformazione lineare in un intorno abbastanza piccolo di quel punto; condizione sufficiente affinché la funzione possegga tale proprietà è che tutte le derivate parziali siano continue in tale punto ed esistano in un intorno di esso (non devono essere necessariamente continue nell'intorno del punto).

## Enunciato
Sia {\displaystyle A} un aperto di {\displaystyle \mathbb {R} ^{n}}, sia {\displaystyle {\vec {x_{0}}}\in A} e sia {\displaystyle f\colon A\to \mathbb {R} } una funzione tale che vi sia una palla {\displaystyle B({\vec {x_{0}}},r)\subseteq A} in cui esistono tutte le {\displaystyle n} derivate parziali (per ogni {\displaystyle {\vec {x}}\in B({\vec {x_{0}}},r),} quindi anche nel punto {\displaystyle {\vec {x_{0}}}}) e siano continue nel punto {\displaystyle {\vec {x_{0}}}}. Allora la funzione è differenziabile in {\displaystyle {\vec {x_{0}}}.}

## Dimostrazione per n=2
Per la definizione di differenziabilità, si deve mostrare che:
{\displaystyle \lim _{{\sqrt {(x-x_{0})^{2}+(y-y_{0})^{2}}}\to 0}{\frac {f(x,y)-f(x_{0},y_{0})-{\frac {\partial f(x_{0},y_{0})}{\partial x}}(x-x_{0})-{\frac {\partial f(x_{0},y_{0})}{\partial y}}(y-y_{0})}{\sqrt {(x-x_{0})^{2}+(y-y_{0})^{2}}}}=0.}
Iniziamo valutando la differenza {\displaystyle f(x,y)-f(x_{0},y_{0}).} Aggiungendo e sottraendo {\displaystyle f(x,y_{0})} otteniamo {\displaystyle f(x,y)-f(x,y_{0})+f(x,y_{0})-f(x_{0},y_{0}).}
Per il teorema di Lagrange esistono due numeri {\displaystyle \xi } e {\displaystyle \eta } tali che {\displaystyle x_{0}<\xi <x} e {\displaystyle y_{0}<\eta <y} per i quali vale
{\displaystyle f(x,y_{0})-f(x_{0},y_{0})=f_{x}(\xi ,y_{0})(x-x_{0})} e {\displaystyle f(x,y)-f(x,y_{0})=f_{y}(x,\eta )(y-y_{0}).}
Sommando membro a membro e riconsiderando la differenza valutata in partenza si ottiene
{\displaystyle f(x,y)-f(x_{0},y_{0})=f_{x}(\xi ,y_{0})(x-x_{0})+f_{y}(x,\eta )(y-y_{0}),}
{\displaystyle {\frac {f(x,y)-f(x_{0},y_{0})-f_{x}(x_{0},y_{0})(x-x_{0})-f_{y}(x_{0},y_{0})(y-y_{0})}{\sqrt {(x-x_{0})^{2}+(y-y_{0})^{2}}}}={\frac {f_{x}(\xi ,y_{0})(x-x_{0})+f_{y}(x,\eta )(y-y_{0})-f_{x}(x_{0},y_{0})(x-x_{0})-f_{y}(x_{0},y_{0})(y-y_{0})}{\sqrt {(x-x_{0})^{2}+(y-y_{0})^{2}}}}.}
Il secondo membro a sua volta può essere scritto come
{\displaystyle {\frac {(x-x_{0})[f_{x}(\xi ,y_{0})-f_{x}(x_{0},y_{0})]+(y-y_{0})[f_{y}(x,\eta )-f_{y}(x_{0},y_{0})]}{\sqrt {(x-x_{0})^{2}+(y-y_{0})^{2}}}}.}
Le quantità {\displaystyle {\frac {(x-x_{0})}{\sqrt {(x-x_{0})^{2}+(y-y_{0})^{2}}}}} e {\displaystyle {\frac {(y-y_{0})}{\sqrt {(x-x_{0})^{2}+(y-y_{0})^{2}}}}} sono entrambe limitate in valore assoluto. Infatti, dalla disuguaglianza triangolare segue che
{\displaystyle {\frac {|x-x_{0}|}{||x-x_{0},y-y_{0}||}}\leq {\frac {||x-x_{0},y-y_{0}||}{||x-x_{0},y-y_{0}||}}=1,}
e analogamente
{\displaystyle {\frac {|y-y_{0}|}{||x-x_{0},y-y_{0}||}}\leq {\frac {||x-x_{0},y-y_{0}||}{||x-x_{0},y-y_{0}||}}=1.}
Inoltre quando {\displaystyle x\to x_{0}} e {\displaystyle y\to y_{0}} anche {\displaystyle \xi \to x_{0}} e {\displaystyle \eta \to y_{0}} per quanto scritto sopra. Questo, per la continuità delle derivate, implica che {\displaystyle |f_{x}(\xi ,y_{0})-f_{x}(x_{0},y_{0})|\to 0} e {\displaystyle |f_{y}(x,\eta )-f_{y}(x_{0},y_{0})|\to 0,} dimostrando così il teorema.